# Roma Calcio Femminile
S.S.D. Roma Calcio Femminile – włoski klub piłki nożnej kobiet, mający siedzibę w stolicy kraju, mieście Rzym.

## Historia
Chronologia nazw:
- 1965: A.C.F. Roma Lido
- 1968: A.C.F. Roma
- 1972: A.C.F. Roma Martinel
- 1974: A.C.F. Roma Prati Dinamo
- 1975: A.C.F. Roma Italparati
- 1978: A.C.F. Giolli Gelati Roma
- 1984: A.C.F. Roma
- 1987: A.S. Fiamma Roma
- 1994: G.S. Roma C.F.
- 2011: A.S.D. Roma C.F.
- 2017: S.S.D. Roma C.F.

Klub piłkarski A.S.C.F. Olimpic Lazio został założony w mieście Rzym w 1965 roku z inicjatywy Mira Rosi Bellei, nauczycielki wychowania fizycznego, żony Franco Bellei który założył w 1968 roku Lazio 2000. W 1968 roku klub został sekcją piłki nożnej kobiet AS Roma i z nazwą A.C.F. Roma startował w lidze F.I.C.F.
W 1969 osiągnął pierwszy swój sukces, zdobywając tytuł mistrzowski, a w 1971 Puchar kraju. W 1973 zajął 5.miejsce w Serie A, ale z powodu trudności finansowych nie przystąpił do rozgrywek w kolejnym sezonie. W 1975 rozpoczął sezon w Serie B laziale i awansował do Interregionale. Od 1977 ponownie grał w Serie A. debiutował w rozgrywkach Pucharu UEFA Kobiet.
W sezonie 1986/87 zajął 16.miejsce w Serie A i spadł do Serie B. W sezonie 1998/99 i 2000/01 występował w Serie C Lazio. W sezonie 2003/04 zajął drugie miejsce w grupie D i awansował do Serie A2, ale w 2005 znów spadł do Serie B. W 2007 wrócił do Serie A2, a w 2008 do Serie A. W sezonie 2011/12 przyjął obecną nazwę A.S.D. Roma C.F., ale uplasował się na 14.pozycji i został zdegradowany do Serie A2. Jednak zrezygnował z rozgrywek i startował w regionalnej Serie C Lazio. Rok później wrócił do Serie B. W 2017 klub zmienił nazwę na S.S.D. Roma C.F.

## Sukcesy

### Trofea międzynarodowe
Nie uczestniczył w rozgrywkach europejskich (stan na 01-01-2017).

### Trofea krajowe
- Serie A (I poziom):
  - mistrz (1): 1969
  - wicemistrz (3): 1968 (FICF), 1971, 1984
- Serie B/A2 (II poziom):
  - mistrz (1): 2007/08 (grupa B)
  - wicemistrz (2): 1992/93 (grupa B), 1997/98 (grupa C)
  - 3.miejsce (3): 1996/97 (grupa C), 1998/99, 2000/01
- Puchar Włoch:
  - zdobywca (1): 1971
  - finalista (1): 1982

## Stadion
Klub rozgrywa swoje mecze domowe na stadionie Centro Sportivo Cinecittà Bettini w Rzymie, który może pomieścić 1000 widzów.